# 시즈쿠번
시즈쿠번(일본어: 志筑藩 しづくはん[*])은 히타치국 니이하라군 시즈키진야 (현 이바라키현 카스미가우라시 나카시즈쿠)에 번청을 두고 있던 번이다. 에도 시대 초기 이후부터 폐번치현까지 혼도가가 10대에 걸쳐 영주를 맡았다. 그러나, 에도 시대의 혼도가는 8천석의 다이신하타모토 (코우타이요리아이)로, 엄밀한 의미에서 번(다이묘령)으로 존재한 것은 메이지 유신기간의 단기간 뿐이다.

## 번의 역사
※ 혼도씨도 참조
혼도씨는 미나모토노 요리토모의 후예를 자칭했고, 센고쿠 시대 후기에는 데와국 혼도성 (아키타현 미사토쵸)를 중심으로 세력을 가진 소영주였다. 세키가하라 전투 때, 혼도 시게치카는 데와국의 지배를 맡아, 오노데라 요시미치와 싸워 공을 세웠다.
세키가하라 전투 후인 게이초 7년 (1602년), 히타치국 국주 사타케가가 데와국 아키타로 감봉 및 전봉되었다. 이에, 교체되는 형태로 혼도 시게치카가 히타치국 니이하라군에 8500석의 지행지를 부여받고 이사왔다. 『寛政重修諸家譜』에 의하면, 시게치카는 시즈쿠에 살았다고 되어있지만, 당초에는 카사마츠성 (카스미가우라시 나카사야)에 거점을 두었다고도 한다. 간에이 2년 (1625년)에 영지 주인장(朱印状)이 시게치카에게 주어졌다.
쇼호 2년(1645년)에 진야를 세웠다. 2대 영주 혼도 히데치카(本堂栄親)는 동생 지카즈미(親澄)에게 5백 석을 분할 증여해 주었고, 이에 따라 시즈쿠 령의 영지는 8천 석이 되었다.
이후 폐번치현까지 혼도 가문이 10대에 걸쳐 지배하였다. 다만 고쿠다카 8천 석의 고타이요리아이(交代寄合) 하타모토였기 때문에, 1만 석의 다이묘가 된 것은 10대 영주 혼도 지카히사였다. 그는 게이오 4년(1868년), 소령 교체에 따라 2천 석을 추가로 받고 다이묘의 반열에 올라 시즈쿠 번을 세웠다. 메이지 4년(1871년)의 폐번치현으로, 시즈쿠 번은 폐지되어 시즈쿠 현이 되었고, 이어서 니이하리 현(新治県)을 거쳐 이바라키현으로 흡수 합병되었다.

## 역대 영주
혼도가
8500석 → 8천석 → 10,110석
1. 혼도 시게치카
2. 혼도 히데치카 - 동생 치카스미(親澄)에게 5백석 분봉
3. 혼도 노리치카(玄親)
4. 혼도 코레치카(伊親)
5. 혼도 나에치카(苗親)
6. 혼도 토요치카(豊親)
7. 혼도 치카후사(親房) - 이타쿠라 카츠키요의 아들. 오오반토(大番頭)가 됨
8. 혼도 치카노부(親庸)
9. 혼도 치카미치
10. 혼도 치카히사 - 고쿠다카 개정으로, 신덴 2110석분이 인정되어, 도합 1만 110석의 제후에 올랐다

## 막부 말기의 영지
- 히타치국
  - 니이하라군 중 20개 마을 (그 중 2개 마을은 츠치우라번에 편입)

메이지 유신 후에 니이하라군 5개 마을 (구 막부령 5개 마을, 구 하타모토령 1개 마을)이 합쳐졌다. 또한, 상급이 존재하기 때문에, 마을 수의 합계는 일치하지 않는다.

## 그외
- 막부 말기에 활약한 신센구미 대원이자 후에 고료에지 이토 카시타로, 스즈키 미키사부로 형제가 이 번 출신이다.